# Expansion (économie)
En économie, l'expansion est un phénomène conjoncturel d'accélération du rythme de la croissance économique. Lors d'une phase d'expansion, le taux de croissance est plus haut que le taux de croissance potentielle, et l'écart de production se réduit. L'expansion est la phase ascendante des fluctuations économiques, et s'oppose à la récession, ou à la phase de ralentissement.
Le terme est souvent utilisé pour désigner une période de croissance positive, qui s'oppose alors à une contraction.
Inversement, on utilise souvent le terme « croissance » pour désigner une augmentation tendancielle de l'activité économique.

## Concept
D'une façon générale, l'expansion ou la reprise dans les pays capitalistes occidentaux survient après une période plus ou moins grande de crise et de baisse des investissements, de la production, des revenus distribués, de la consommation et de l'emploi. Pour lutter contre ce phénomène néfaste appelé " dépression " qui vient juste après l'éclatement de la crise, les pouvoirs publics interviennent généralement. La réalisation de grands travaux publics (routes, autoroutes, logements sociaux, équipements administratifs et sanitaires) permettent d'accroître la production et de distribuer des revenus permettant de l'acheter. La demande sur le marché des biens de consommation augmente amenant, par effet accélérateur, une augmentation plus grande de la demande portant sur les biens de production (ou l'investissement). Un cercle vertueux se produit : l'accélération de l'investissement pousse à plus de consommation, conséquence de la distribution de revenus supplémentaires aux ménages, qui induit encore plus d'investissements pour y répondre. D'autres moyens peuvent  être à l'origine de l'expansion à l'instar d'une révolution technologique induisant des moyens d'investissement et de production inédits comme les grandes innovations de la révolution industrielle (force mécanique à la place de la force physique, grandes machines à tisser au lieu des moyens ancestraux à tisser rudimentaires). Ces moyens nouveaux de production permettent, à la fois, une production de masse, une distribution de revenus élevée grâce à l'augmentation de la productivité des facteurs de production et une baisse des prix des produits fabriqués et vendus permettant ainsi une consommation de masse et une démocratisation de celle-ci. Les guerres peuvent avoir le même effet : l'avènement du nazisme en Allemagne avait mis fin aux effets de la grande dépression des années 1930 en préparant le pays à la Seconde Guerre mondiale. 
Mais si la production, sur le marché des biens de production et sur celui des biens de consommation, continue d'augmenter induisant une augmentation continue de revenus distribués, un déséquilibre peut, finalement, se produire. En effet, à l'augmentation des revenus, tant des salariés que des entreprises, peut correspondre à une augmentation plus que proportionnelle de l'épargne, ou, à l'inverse, une baisse plus importante de la consommation (cf. Loi psychologique fondamentale de Keynes),. L'excès de la production sur la demande dans les deux marché peut aboutir, toute chose étant égale par ailleurs, à l'avènement de la crise.
Dans l'hypothèse où il y a plein emploi des moyens de production, les ressources matérielles et humaines ne peuvent plus augmenter pour répondre à la demande exprimée sur les marchés des biens de consommation et de production permise par la baisse de revenus distribués (cf. Loi psychologique fondamentale et effet accélérateur) et des hausses de prix limitées, dans un premier temps, à certains secteurs, peuvent se généraliser progressivement à toute l'économie nationale : c'est l'inflation. Pour lutter contre ce phénomène, les moyens, le plus souvent, utilisés sont la politique monétaire par la hausse des taux d'intérêt et la politique budgétaire qui consiste à réduire les dépenses publiques et à augmenter les impôts et taxes.